# Olympische Winterspiele 2014/Teilnehmer (Marokko)
| Gelbes Symbol für Goldmedaillen mit stilisierten Olympischen Ringen | Graues Symbol für Silbermedaillen mit stilisierten Olympischen Ringen | Braundes Symbol für Bronzemedaillen mit stilisierten Olympischen Ringen |
| ------------------------------------------------------------------- | --------------------------------------------------------------------- | ----------------------------------------------------------------------- |
| —                                                                   | —                                                                     | —                                                                       |

Marokko nahm an den Olympischen Winterspielen 2014 in Sotschi mit zwei Athleten in der Sportart Ski Alpin teil.

## Sportarten

### Ski Alpin
Frauen
- Kenza Tazi
  - Riesenslalom (62. Platz)

Männer
- Adam Lamhamedi
  - Riesenslalom (47. Platz)